# Královský dům Schachen
Královský dům Schachen je unikátní dřevěná stavba z 19. století vystavěná pro bavorského krále Ludvíka II. Nachází se v pohoří Wetterstein v nadmořské výšce 1866 m n. m. na území obce Garmisch-Partenkirchen. V červenci 2025 byl spolu se zámky Linderhof, Neuschwanstein a Herrenchiemsee zapsán na seznam světového dědictví UNESCO v rámci položky „Paláce krále Ludvíka II. Bavorského“.

## Historie
Od roku 1869 plánoval král Ludvík II. výstavbu horské chaty ve Werdenfelser. Vybral si horu Schachen na úpatí masivu Wetterstein v nadmořské výšce 1 866 metrů nabízející jeden z nejvelkolepějších výhledů na vysoké hory v Bavorských Alpách. Budova nebyla pojata jako lovecká chata, protože Ludvík II. nepraktikoval lov zvěře na rozdíl od jeho otce Maxe II. Dům měl králi umožnit užívat si vysokých hor a výhledů se vším komfortem. Exteriér královské rezidence navazuje na dřevěný „Švýcarský dům“, oblíbený rekreační dům mezi šlechtou a bohatými měšťany v 19. století. Uspořádání pokojů s centrálním salonkem připomíná francouzské vily vyšší třídy z té doby. Pět obývacích pokojů v přízemí, obložených švýcarským borovicovým dřevem a pohodlně zařízených, připomíná alpské rekreační domy poplatné své době. Horní patro je naopak plné orientální nádhery - nachází se zde Turecký pokoj (Türkische Zimmer), slavnostní síň v maurském stylu, navržená králem podle vzoru tureckých paláců.

## Fotogalerie

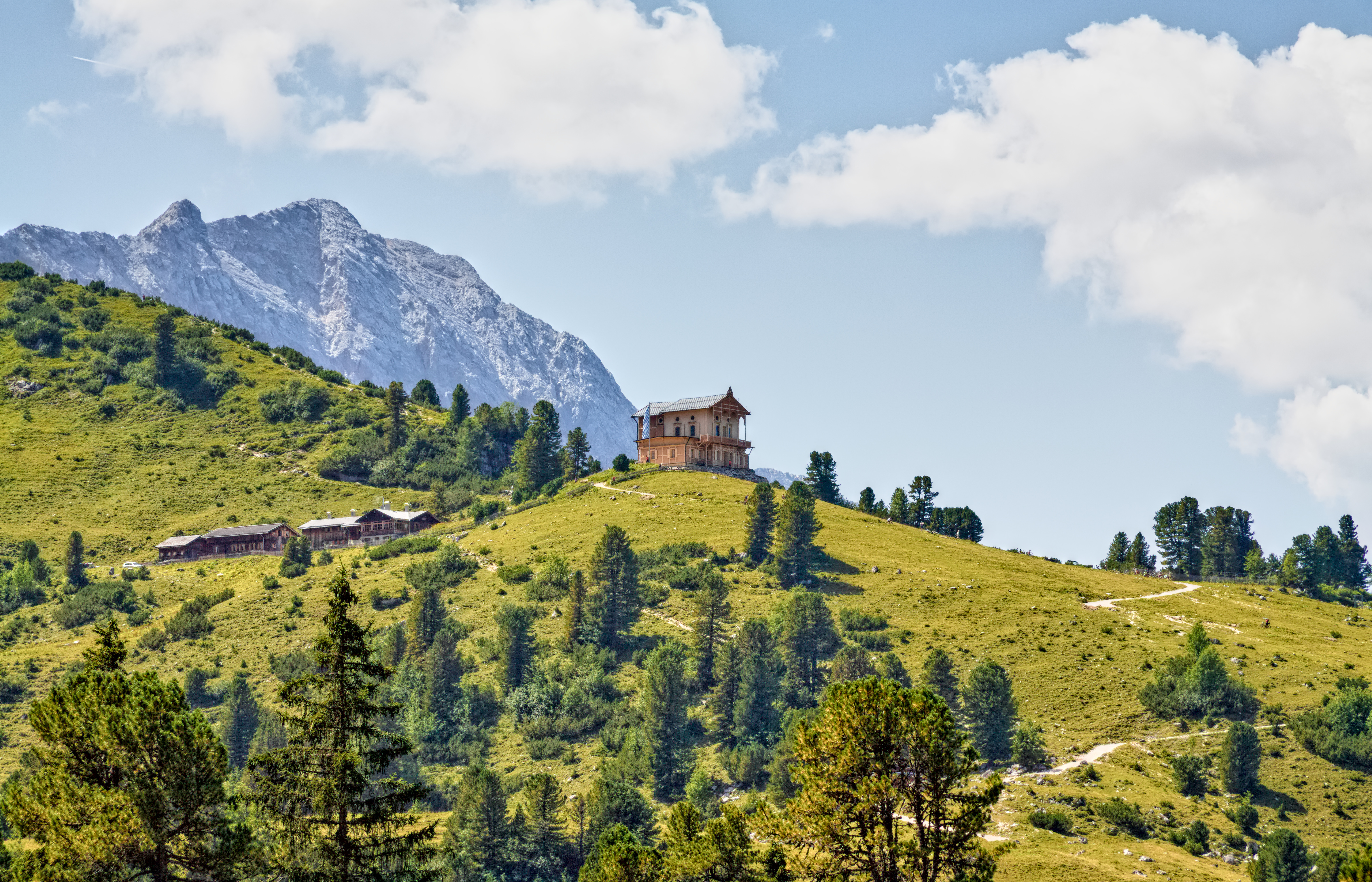
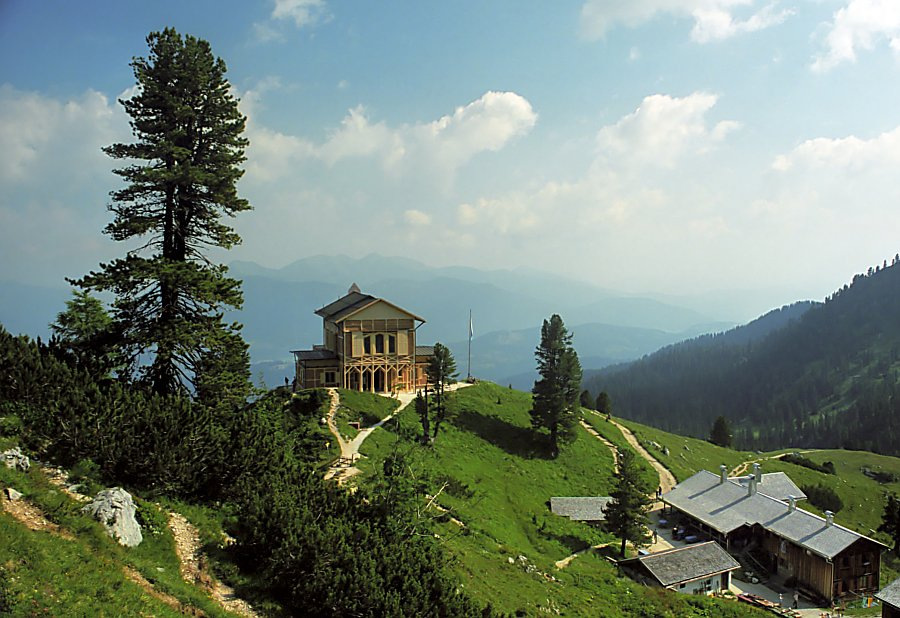
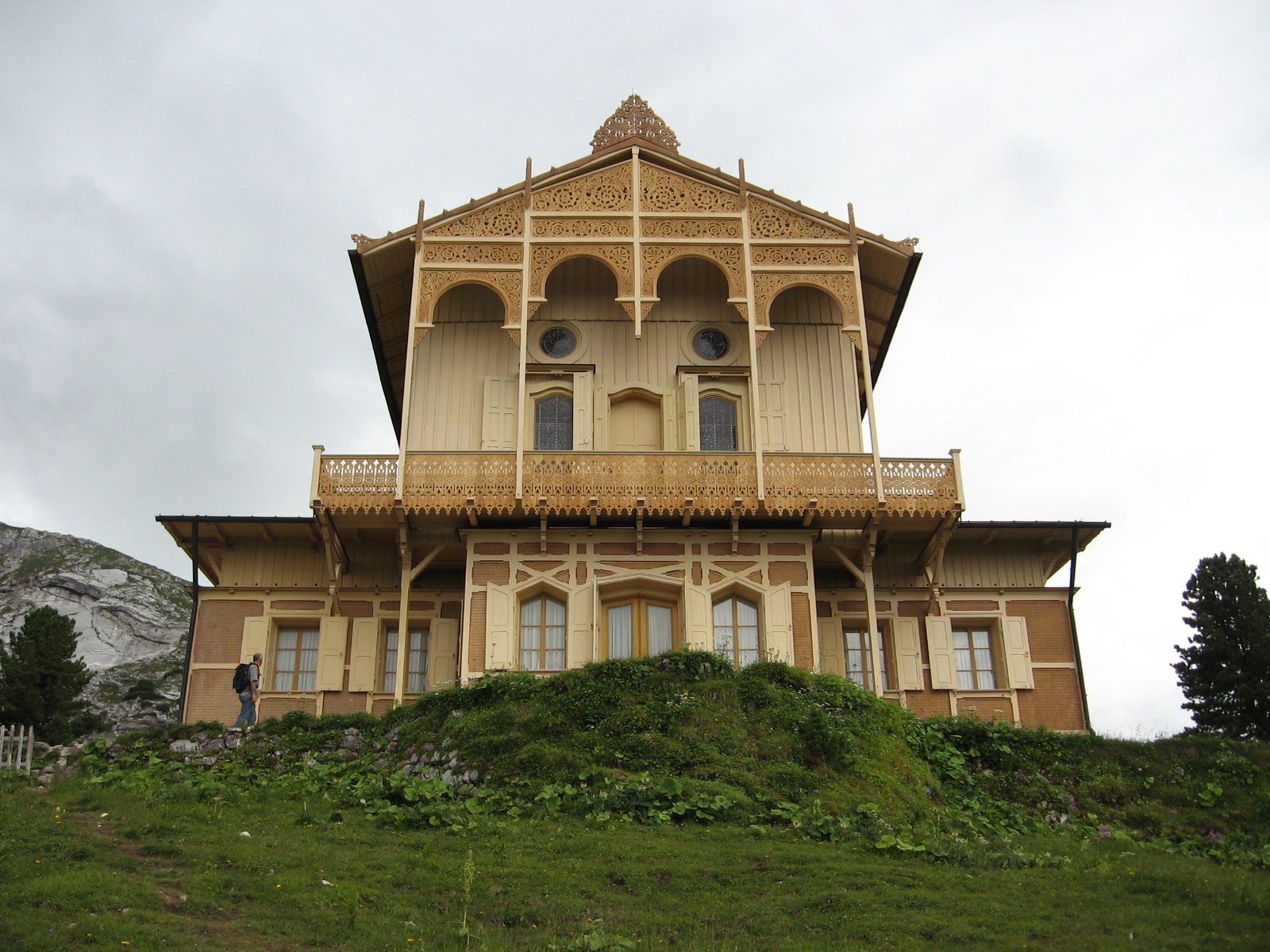
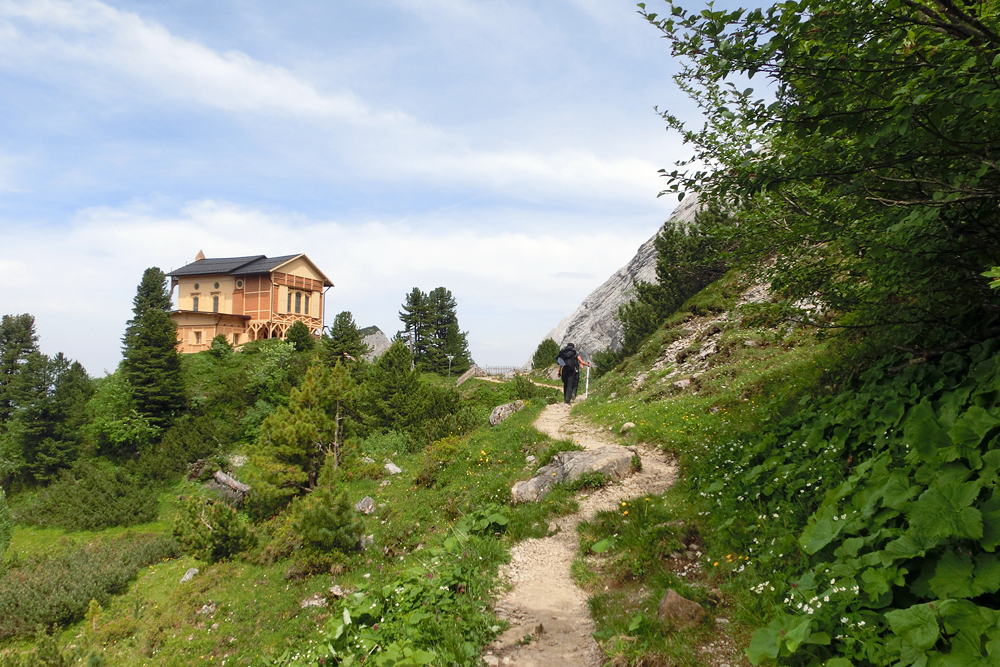